# Persisk musik

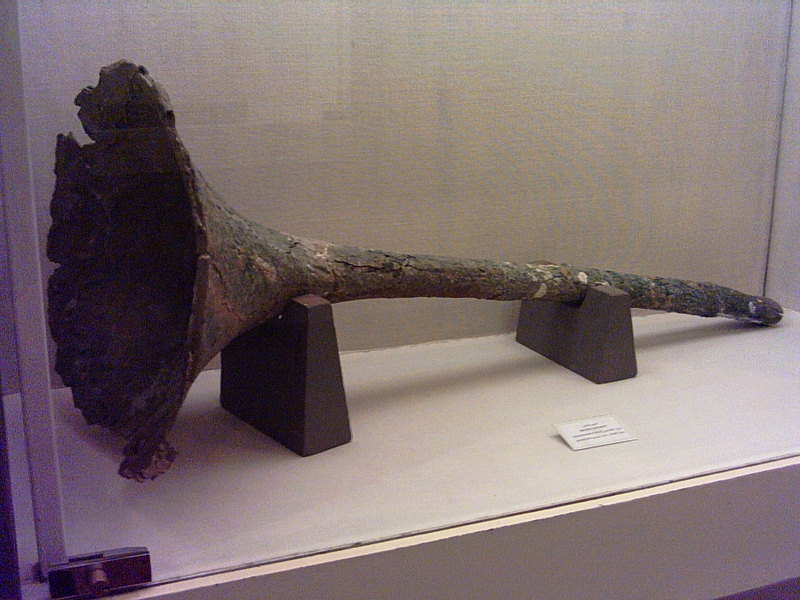
Det persiska musikinstrumentet "Karna", 600 f.Kr, Persepolis Museum

Den persiska musiken har sina rötter i det för-islamiska Persien/Iran och har sedan begynnelsen varit nära knuten till religion och litteratur. Till den högsta formen av persisk musik brukar klassisk radif-musik räknas som innehåller det så kallade dastgah- (modus) systemet.
Radif-musik kan bäst beskrivas som en samlingsbeteckning på alla de kompositioner som skapats sedan medeltiden och överförts från mästare till lärjunge. Den har tre instrumentala former (pishdaramad, chaharmezrab och rang) och en vokal form (tasnif). Musiken framförs av små ensembler av varierande storlek som vanligen består av en sångare, två melodiska instrument (till exempel ett stränginstrument som setar) och ett rytmiskt instrument (till exempel ett truminstrument som tombak). Sångaren sjunger nästan alltid uteslutande solo. I Iran finns även en rik sufisk musiktradition och en folkmusik som varierar från region till region.

## Persiska musikinstrument

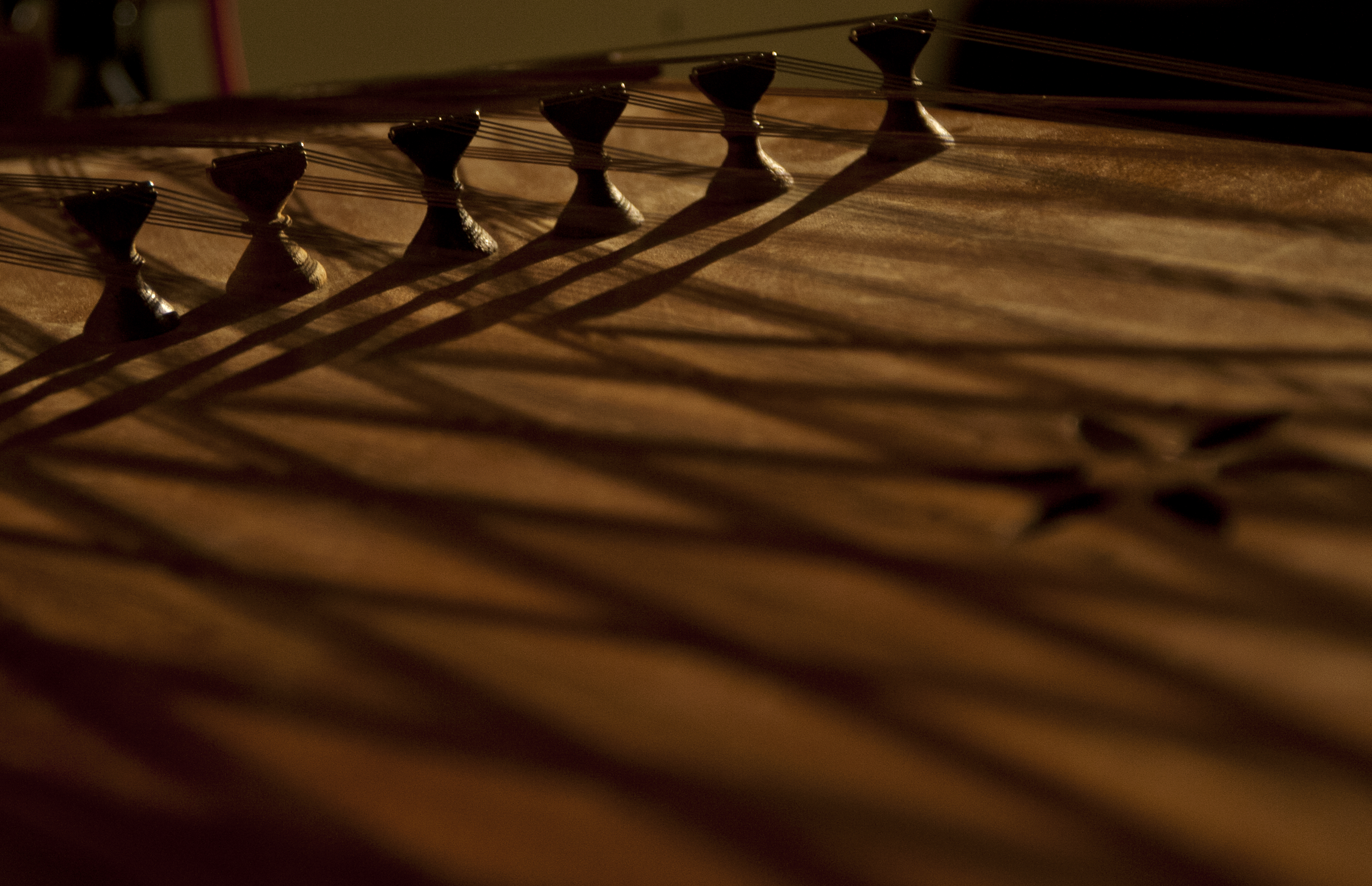
Det persiska musikinstrumentet "Santur".

- Ghanoon en cittra, ett liggande instrument i trä med 24 strängar. Ordet Ghanoon kommer från arabiskans kanun, som betyder 'regel', 'princip'.
- Tombak är den klassiska persiska musikens viktigaste slaginstrument. Den har fått sitt namn efter de två grundläggande slagen, det djupa "tom" och det ytligare "back".
- Kamancheh är ett stråkinstrument med ursprung i instrumentet Rebab, som också är föregångare till den västerländska stråkfamiljen. Namnet betyder 'liten stråke'.
- Tar, den persiska lutan, är ett av de viktigaste instrumenten i Iran och Kaukasus. Namnet (och kanske instrumentet) tros vara ursprunget till persisk setar, gitarr, och indisk sitar.
- Barbat är en luta, troligen med centralasiatiskt ursprung och föregångare till oud, arabisk luta. Barbat är ett av de äldsta instrumenten som finns avbildade.
- Daf är en stor, persisk ramtrumma, som används både i klassisk musik och populärmusik. Dess historia daterar sig till förislamsk tid.[2]